# Тремелуар
Тремелуа́р (фр. Tréméloir, брет. Tremelar) — коммуна во Франции, находится в регионе Бретань. Департамент — Кот-д’Армор. Входит в состав кантона Шателодрен. Округ коммуны — Сен-Бриё.
Код INSEE коммуны — 22367.

## География
Коммуна расположена приблизительно в 390 км к западу от Парижа, в 100 км северо-западнее Ренна, в 9 км к северо-западу от Сен-Бриё.

## Население
Население коммуны на 2010 год составляло 743 человека.
| 1962 | 1968 | 1975 | 1982 | 1990 | 1999 | 2010 |
| ---- | ---- | ---- | ---- | ---- | ---- | ---- |
| 334  | 338  | 342  | 386  | 424  | 442  | 743  |

## Экономика

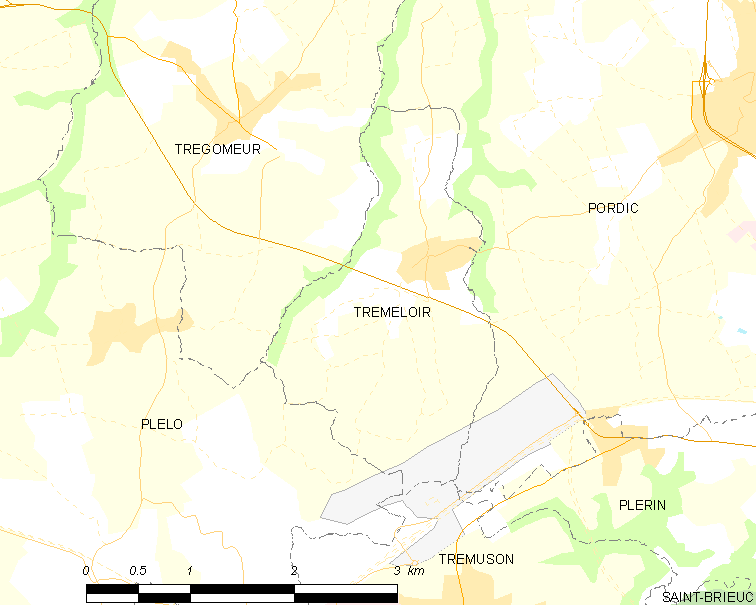
Карта коммуны

В 2007 году среди 418 человек в трудоспособном возрасте (15—64 лет) 330 были экономически активными, 88 — неактивными (показатель активности — 78,9 %, в 1999 году было 77,9 %). Из 330 активных работали 316 человек (162 мужчины и 154 женщины), безработных было 14 (4 мужчины и 10 женщин). Среди 88 неактивных 42 человека были учениками или студентами, 29 — пенсионерами, 17 были неактивными по другим причинам.